# Solvayev proces
Solvayev proces je pomemben industrijski proces za proizvodnjo natrijevega karbonata (soda). Proces je v 1860. letih razvil belgijski kemik in industrijalec  Ernest Solvay (1838–1922). Obe osnovni surovini sta lahko dostopni in poceni: sol (NaCl) iz morja ali rudnikov in apnenec (CaCO3) iz kamnolomov. 
Svetovna proizvodnja sode leta 2005 je ocenjena na 42 milijonov ton, kar je več kot šest kilogramov na prebivalca Zemlje na leto. Po Solvayevem postopku se proizvede približno tri četrtine sode, ostalo pa se rudari iz naravnih depozitov.

## Zgodovina
Beseda soda je latinskega izvora in se je prvotno nanašala na določene rastline, ki so rasle v slanih barjih. Ko so odkrili, da pepel teh rastlin vsebuje veliko natrijevega karbonata, so jih začeli načrtno gojiti. V 18. stoletju so jih na veliko gojili predvsem v Španiji, kjer so sodo imenovali barilla.  Na Škotskem so jo v 18. stoletju pridobivali iz pepela halog. Nekaj sode so kopali v koritih izsušenih slanih jezer v Egiptu.
Konec 18. stoletja ti viri niso več zadovoljevali vse večjega povpraševanje po sodi, predvsem v proizvodnji mila, tekstila in stekla. Leta 1791 je francoski zdravnik Nicolas Leblanc  razvil postopek za proizvodnjo sode iz soli, apnenca, žveplove kisline in premoga, ki je temeljil na naslednjih kemijskih reakcijah: 
2 NaCl + H2SO4 → Na2SO4 + 2 HCl
Na2SO4 + 2 C → Na2S + 2 CO2
Na2S + CaCO3 → Na2CO3 + CaS
Na začetku 19. stoletja je Leblancov proces postal glavni vir sode, čeprav je zahteval drage surovine in proizvajal nevarne stranske produkte (HCl in CaS). Proces je bil očitno vse prej kot idealen.
Leta 1811 je francoski fizik Augustin Jean Fresnel odkril, da se med prepihovanjem amonijačne raztopine kuhinjske soli obarja natrijev bikarbonat, ki je ključna reakcija Solvayevega procesa, vendar svojega odkritja ni objavil. Pomembnost omenjene reakcije sta prepoznala H. G. Dyan in J. Henning jo leta 1834 patentirala. Iz kemijske reakcije so zatem večkrat in z različnimi uspehi poskušali razviti več industrijskih procesov. 
Leta 1861 je reakcija vzbudila pozornost belgijskega industrialca Ernesta Solvaya, ki očitno ni poznal obširnih prejšnjih poskusov. Solvay je v svojem procesu uporabil 24 m visoko absorpcijsko kolono, skozi katero je s spodnje strani vpihoval ogljikov dioksid, z zgornje strani pa je pritekala amonijačna slanica. H koloni je dodal učinkovito napravo za recikliranje amonijaka. Leta 1864 je proces stekel in Solvay je z izdatno finančno podporo brata Alfreda v Charleroiju zgradil svojo prvo tovarno sode. Novi proces je bil bolj gospodaren in je manj onesnaževal okolje kot Leblancov in Solvay je že leta 1874 zgradil novo in še večjo tovarno v Nancyju v Franciji.
V istem letu je Solvaya obiskal Ludwig Mond in pridobil pravice za uporabo nove tehnologije. Mond je skupaj z Johnom Brunnerjem ustanovil podjetje Brunner, Mond & Co. in začel leta 1874 graditi tovarno sode v Northwichemu v Angliji, ki je bila ključnega pomena za Solvayev komercialni uspeh. V letih 1873-188o je Solvay svoj postopek dodelal in odstranil vse stranske produkte, ki bi lahko upočasnili ali ustavili masovno proizvodnjo sode po njegovem postopku.
Leta 1884 sta brata Solvay podelila Williamu B. Cogswell in Rowlandu Hazardu licenco za proizvodnjo sode v Združenih državah Amerike. Skupaj so ustanovili podjetje Solvay Process Company, ki je zgradilo in upravljalo tovarno v Solvayu v New Yorku. 
V 1890. letih so po Solvayevem postopku proizvedli že večino svetovne proizvodnje sode.
Leta 1938 so v Wyomingu odkrili velike depozite trone (Na3(CO3)(HCO3)•2H2O), ki je cenejši vir sode od Solvayevega procesa. Leta 1986 so zato ustavili še zadnjo tovarno, ki je v Severni Ameriki proizvajala sodo po Solvayevem postopku. Drugod po svetu se je proizvodnja ohranila.

## Postopek
Osnovni surovini za proizvodnjo natrijevega karbonata po Solvayevem postopku sta natrijev klorid, ki prispeva natrijeve ione, in kalcijev karbonat, ki prispeva karbonatne ione. Skupna kemijska reakcija procesa je
2 NaCl + CaCO3 → Na2CO3 + CaCl2
Reakcija je v resnici bolj zapletena in poteka v več korakih. V prvem koraku se z ogljikovim dioksidom prepihava nasičena raztopina natrijevega klorida in amonijaka, pri čemer poteče naslednja reakcija:
NaCl + CO2 + NH3 + H2O → NaHCO3 + NH4Cl (I.)
V industrijskem procesu poteka reakcija v dveh kolonah. V prvi se v slanico vpihuje amonijak, v drugi pa se v raztopino soli in amonijaka vpihuje ogljikov dioksid, da se iz raztopine obori natrijev bikarbonat (NaHCO3). Proces temelji na dejstvu, da je v alkalni raztopini NaHCO3 manj topen v vodi kot NaCl. Brez amonijaka, ki ustvari bazičen pH, bi kot stranski produkt nastajala klorovodikova kislina, ki bi raztopino nakisala in ustavila obarjanje NaHCO3. Amonijak, ki sodeluje v I. reakciji, se kasneje reciklira, zato je njegova poraba relativno majhna.
Ogljikov dioksid za I. reakcijo se pridobiva z žganjem apnenca pri 950-1000 °C:
CaCO3 → CO2 + CaO (II.)
Natrijev bikarbonat se s filtriranjem loči od raztopljenega amonijevega klorida. Raztopina se zatem obdela s CaO iz II. reakcije:
2 NH4Cl + CaO → 2 NH3 + CaCl2 + H2O (III.)
NaHCO3, ki se je oboril v I. reakciji, se s kalciniranjem pri 160-230 C pretvori v Na2CO3. Stranska produkta sta CO2, ki se vrača v I. reakcijo, in voda:
2 NaHCO3 → Na2CO3 + H2O + CO2 (IV.)
Če je proces pravilno krmiljen, se reciklira skoraj ves amonijak, stranski produkt kalcijev klorid pa se lahko porabi za zimsko posipanje cest. 